# Маленькая ночная серенада
Серенада № 13 соль-мажор, K. 525, более известная как «Маленькая ночная серенада» (нем. Eine kleine Nachtmusik), — серенада в четырёх частях, написанная Вольфгангом Амадеем Моцартом в 1787 году. Является одним из самых известных и наиболее узнаваемых произведений великого композитора (прежде всего первая часть, Allegro).
Сочинение «Маленькой ночной серенады» было закончено в Вене 10 августа 1787, во время работы над вторым актом оперы Дон Жуан. Партитуру опубликовали спустя более чем через 35 лет после смерти композитора (и через 40 лет после её создания) в 1827 году, издательством Иоганна Антона Андре (рукопись партитуры была продана издателям вдовой Моцарта Констанцией ещё в 1799 году). Причина, побудившая Моцарта написать эту серенаду, неизвестна; вероятнее всего, она была написана на заказ. Изначально в ней было 5 частей, однако судьба пятой части неизвестна.
Помимо серьёзной музыки Моцарт сочиняет на заказ лёгкую развлекательную музыку для придворных балов, для вечерних или ночных концертов, которые в летнее время устраивались в дворянских садах. Одним из популярных жанров того времени является и серенада. Так появляется «Маленькая ночная серенада» — жизнерадостное и необыкновенно гармоничное по форме воплощения произведение великого мастера.